# Haoma
(Avestā. Yasna, IV,1. Traduzione di Arnaldo Alberti, in Avestā. Torino, Utet, 2008, pag.103)
Haoma è il termine avestico che indica sia una pianta sacra da cui si estrae una bevanda rituale (parahaoma), sia la divinità che questa contiene.

## Descrizione
L'haoma è proprio delle religioni iraniche praticate delle popolazioni indoeuropee che, intorno al XV secolo a.C., si stabilirono negli altipiani dell'odierno Iran provenienti da dall'area di Balkh (oggi in Afghanistan settentrionale).
Il rito dell'haoma fu successivamente inserito all'interno della religione zoroastriana fondata, presumibilmente tra il X e l'VIII secolo a.C., dal profeta e riformatore religioso Zarathuštra.
Jacques Duchesne-Guillemin evidenzia che, secondo queste credenze religiose, la divinità Haoma contenuta nella pianta verrebbe uccisa dalla spremitura della stessa atta a produrre la bevanda rituale. Stesso accaduto, rileva Duchesne-Guillemin, avviene secondo le fonti vediche per il soma vedico con cui l'haoma conserva una strettissima correlazione. Così, sempre per Duchesne-Guillemin, il sacrificio dell'haoma-soma fu un sacrificio di "comunione".
Allo stesso modo Victor Henry sostiene che tale pratica appartenesse inizialmente all'intera comunità per poi restringersi alla casta sacerdotale che si andava formando.
L'Haoma è quindi un dio contenuto in una pianta, a cui vengono sacrificate parti di una vittima cruenta di un precedente sacrificio e che successivamente viene ucciso spremendo la pianta in cui esso è contenuto. La bevanda sacra frutto di questa spremitura viene a sua volta offerta ad altre divinità e assunta dai celebranti il rito per raggiungere l'immortalità, la vittoria nelle dispute sacre o per conseguire beni materiali.
Franciscus Bernardus Jacobus Kuiper ritiene che tale sacrificio fosse celebrato in occasione del solstizio invernale seguendo un mito cosmogonico di rinnovamento che inaugurava l'anno nuovo.